# Cristina Altamira
Cristina Altamira (Buenos Aires, 1953) es una mezzosoprano argentina.

## Biografía
Cristina Altamira se formó bajo la tutela de su padre Manuel Altamira, un tenor y conocedor de los géneros argentinos e hispanoamericanos. Estudió guitarra y danza folklórica, participando también en numerosas actividades corales y agrupaciones musicales. En 1975, después de una gira musical por Argentina, Perú, Colombia y Venezuela, decidió radicarse en Caracas, Venezuela. Aquí dirigió la agrupación musical Alabanza, integrada por músicos y cantautores venezolanos, con quienes creó una serie de canciones basadas en el folklore venezolano. Junto a Pedro Inatty y el compositor Dieter Lehnhoff, con quien contraería nupcias, produjeron el disco LP "Gracias". Más adelante se radicó en Guatemala, donde se enfocó en la música del Renacimiento español, italiano, inglés y alemán, conformando la agrupación Capella Antiqua y presentándose con el acompañamiento del laudista Alejandro Herrera. Con Capella Antiqua ganó el primer premio en el Certamen Centroamericano Permanente "15 de Septiembre", en 1985. Actuó y cantó en obras de teatro como Antígona de Sófocles, La vida es sueño de Calderón de la Barca, y la comedia musical "Un sueño hecho realidad", creación colectiva premiada con el "Opus" 1983. 
En 1986 se radicó en Washington D. C. con su esposo y los dos hijos de ambos, Gabriela Lehnhoff de Rivera y Sebastian Lehnhoff. Aquí estudió canto con Michael McGuire y participó en The New World Consort, una agrupación dedicada a interpretar música del barroco iberoamericano. En Guatemala fundó en 1992 el Ensemble Millennium, junto con Dieter Lehnhoff. Con esta agrupación ha participado en importantes festivales internacionales en Europa y las tres Américas, destacando el Festival Cervantino de Guanajuato, México, los Festivales de la Música del Pasado de América, en Caracas, el Festival Centroamericano de Música de Cámara, y las Semanas Culturales en Madrid y Toledo, España, así como el Festival Bravíssimo de la Universidad Francisco Marroquín, el Festival Internacional de Cultura Paiz y las temporadas del Ensemble Millennium en la Antigua Guatemala. 
La Mtra. Altamira ha estrenado para nuestro tiempo y grabado en primicia en disco compacto un número elevado de obras guatemaltecas de los compositores Pedro Bermúdez, Hernando Franco y Gaspar Fernández, del Renacimiento; Manuel José de Quirós, Rafael Antonio Castellanos y Pedro Nolasco Estrada Aristondo, del barroco y preclásico: y José Eulalio Samayoa y José Escolástico Andrino, del período clásico. De la época romántica y postromántica ha grabado obras de Luis Felipe Arias, Rafael Juárez Castellanos y Rafael Álvarez Ovalle. 
Como comunicóloga posee los grados académicos de Licenciada y de Maestra en Ciencias (M.Sc. Ha sido conferencista invitada en la Universidad Francisco Marroquín, en el Centro Cultural Sophos y en la Fundación G&T Continental, entre otras. Imparte los cursos de Taller de Expresión Oral y Comunicación y Música en el Departamento de Ciencias de la Comunicación de la Facultad de Humanidades de la Universidad Rafael Landívar. 
Como parte de su labor en comunicación social inició en 2001 el programa radial Barroco de dos Mundos en Radio Faro 104.5 FM, difusora del Ministerio de Cultura de Guatemala. Este programa, que hasta el presente sale al aire todos los viernes a partir de las 8 de la noche por una hora completa, está dedicado a la difusión de la música barroca iberoamericana y europea, aportando los resultados de las más recientes investigaciones e interpretaciones de la música histórica de ambos lados del Atlántico. Es fundadora y secretaria general del Consejo Guatemalteco de la Música, afiliado al Consejo Internacional de la Música de Unesco. Por su labor, la Mtra. Altamira ha recibido numerosas distinciones, destacando la medalla Dante Alighieri, entre otras.

## Audiciones recomendadas
- Tesoros musicales de la Antigua Guatemala, CD. Cristina Altamira, Ensemble , Dieter Lehnhoff, dir. Música de Rafael Antonio Castellanos, José Escolástico Andrino y José Eulalio Samayoa. Guatemala: Universidad Rafael Landívar, 2003, IM 1103.

- Joyas del Barroco en Guatemala, CD. Ensemble Millennium. Música de Manuel José de Quirós, Rafael Antonio Castellanos y Pedro Nolasco Estrada Aristondo. Guatemala: Universidad Rafael Landívar, 2006.

- Datos: Q5186325